# Gordon Wren
Pour les articles homonymes, voir Wren.
Gordon « Gordy » Wren, né le 5 janvier 1919 à Steamboat Springs et mort le 25 novembre 1999 au même lieu, est un sauteur à ski, fondeur, skieur alpin et coureur du combiné nordique américain.

## Biographie
Lors de la Seconde Guerre mondiale, il fait partie de la 10e division de la montagne.
Il a été champion des États-Unis de combiné nordique 1950. La même année, il devient la premier américain à dépasser la distance de 300 pieds en saut.
Représentant l'Eskimo Ski Club, il est cinquième de l'épreuve de saut à ski aux Jeux olympiques d'hiver de 1948 à Saint-Moritz, prenant part aussi aux épreuves de combiné nordique et de ski de fond. Seul skieur américain à se qualifier dans quatre disciplines, il aurait pu concourir en slalom et descente en ski alpin, mais a décide de ne pas prendre la départ pour se concentrer sur les épreuves nordiques.
Il retourne ensuite au Colorado à Steamboat Springs, où il mène un programme pour les jeunes skieurs, puis à Lake Tahoe à partir de 1955.
Il est introduit dans l'US Ski Hall of Fame en 1958.

## Palmarès

### Jeux olympiques
| Épreuve / Édition | St-Moritz 1948 |
| Saut à ski        | 5e             |
| Combiné nordique  | 29e            |
| Ski de fond 18km  | 77e            |